# Mancevo, Kărdjali
Mancevo (în bulgară Манчево) este un sat în comuna Momcilgrad, regiunea Kărdjali,  Bulgaria. 

## Demografie
Componența etnică a satului Mancevo
     Nicio identificare (100%)
     Altele (0%)
La recensământul din 2011, populația satului Mancevo era de 1 locuitori. . Pentru 100% din locuitori nu este cunoscută apartenența etnică.